# Опасная гастроль
«Опасная гастроль» (англ. Command Performance) — художественный фильм Дольфа Лундгрена 2009 года. В центре сюжета находится барабанщик рок-группы и бывший байкер Джо, которому предстоит разобраться с бандой террористов в Москве и спасти дочерей президента РФ во время своего концерта. Идея фильма пришла к Лундгрену, когда он прочитал о концерте Мадонны для Владимира Путина.
Съёмки фильма проходили в Софии и Москве в августе—сентябре 2008 года. Премьера фильма состоялась 18 июля 2009 на фестивале в Искья (Италия).

## Сюжет
В августе 1991 года провалилась попытка государственного переворота в СССР, направленная против Михаила Горбачёва. Главой заговорщиков был бывший министр обороны Дмитрий Казов, вскоре покончивший с собой. Много лет спустя из американской эмиграции возвращается сын Казова Олег, бывший капитан советской армии. Оказывается, все эти годы он вынашивал планы мести. Олег Казов винит в смерти отца Алексея Петрова, нынешнего президента России.
Ничего не подозревающий президент Петров, вняв уговорам своих дочерей, приглашает в Россию американскую поп-звезду Венеру. Вместе с ней в Москву для участия в концерте едет и рок-группа CMF. Президент Петров с дочерьми, прихватив за компанию американского посла, приезжают на концерт. Группа террористов во главе с Олегом Казовым, пристрелив нескольких зрителей и музыкантов, захватывают в заложники президента Петрова с дочерьми, поп-диву Венеру, а заодно и американского посла.
Но в планы террористов неожиданно вмешивается долговязый и татуированный барабанщик-металлист Джо. Он бывший участник банды байкеров, он не любит оружие (и на это у него есть свои причины) и предпочитает делать всё голыми руками. Ему помогает лишь агент ФСБ Михаил Каписта.

## В ролях
| Актёр             | Роль                                |
| ----------------- | ----------------------------------- |
| Дольф Лундгрен    | барабанщик Джо Рейнольдс            |
| Мелисса Молинаро  | поп-звезда Венера / Энджи           |
| Дейв Леджено      | главарь террористов Олег Казов      |
| Захари Бахаров    | агент ФСБ Михаил Каписта            |
| Христо Шопов      | президент России Алексей Петров     |
| Катажина Волейнио | майор ВС РФ Павликова               |
| Райчо Василев     | террорист Антон                     |
| Ида Лундгрен      | дочь президента Анна Петрова        |
| Робин Добсон      | дочь президента Яна Петрова         |
| Валентин Ганев    | российский олигарх «Советник»       |
| Атанас Сребрев    | менеджер и брат Венеры Энцо         |
| Юлиан Вергов      | российский военный командир         |
| Андрей Ковалёв    | лидер рок-группы «Пилигрим» (камео) |
| Ирсон Кудикова    | в роли самой себя (камео)           |